# Velkommen I Tv, De Kalder Mig Dt
|  | Denne artikel er oprettet af botten Steenthbot ud fra en ekstern database. Den kan derfor have sproglige fejl eller mangler. Denne skabelon kan fjernes efter kontrol af indholdet. |

Velkommen I Tv, De Kalder Mig Dt er en dansk portrætfilm fra 2008 instrueret af Camilla Schyberg.

## Handling
Interessant, underholdende portræt af Dan Turéll, som vi kender ham fra medierne. I spøjse og yderst underholdende arkivklip fra DRs arkiver, genoplever vi her Dan Turéll udefra og ind i sin samtid. Givende og glade gensyn - fra 70'erne helt op til 90'erne.